# Balança de Gouy

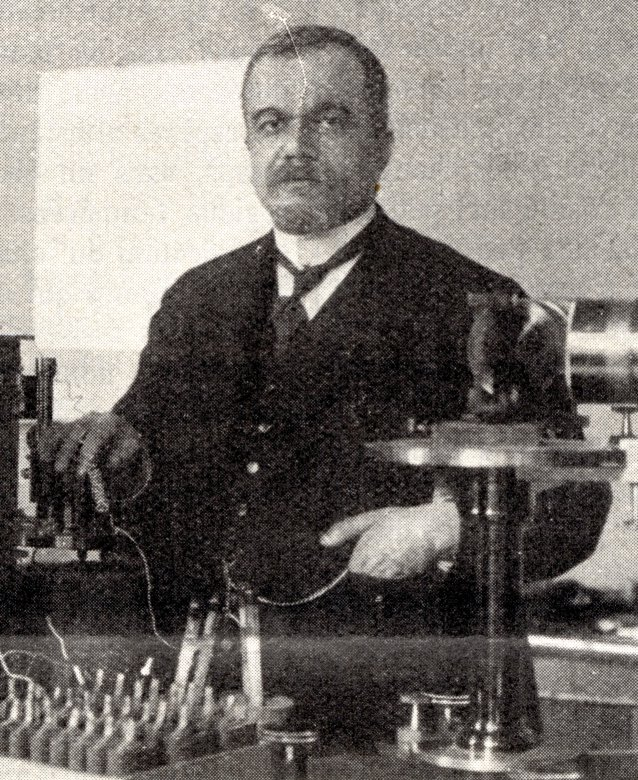
Louis Georges Gouy, que dona nom a la balança.

La balança de Gouy és un dispositiu que serveix per mesurar la susceptibilitat magnètica d'una mostra, en particular el seu atracció o repulsió per un gradient de camp magnètic, derivada del canvi d'energia produït per aquest camp (efecte Zeeman). Aquest mètode és d'importància històrica, d'interès didàctic, i permet determinacions susceptòmetre a un cost molt baix. No obstant això, en les investigacions actuals és comú l'ús de mètodes molt més sensibles i versàtils, com són els magnetòmetres dotats de SQUID. Rep el seu nom del seu inventor el físic francès Louis Georges Gouy.
Per usar-la, la mostra s'introdueix en un recipient cilíndric allargat, suspès d'una balança i penetrant parcialment entre els pols d'un imant. La balança mesura el canvi de massa aparent en ser derrotats o atreta per la regió d'alt camp magnètic entre els pols. La força que constitueix el canvi aparent de pes està relacionada amb la susceptibilitat per:
{\displaystyle F={\frac {A\chi _{M}H^{2}}{2V_{m}}}}
on A és l'àrea del recipient, {\displaystyle \chi _{M}} la susceptibilitat magnètica, H el camp magnètic aplicat i {\displaystyle V_{m}} l'volum molar de la substància que s'està examinant. Algunes balances comercials estan adaptades perquè sigui possible aquest ús. En l'aplicació tradicional, la mostra es desplaça fins que està entre els pols d'un imant fix. Una adaptació més recent, l'anomenat mètode d'Evans, fa servir una mostra fixa i imants mòbils.